# University College Dublin
University College Dublin (zkratka UCD; irsky: Coláiste na hOllscoile, Baile Átha Cliath) je veřejná výzkumná univerzita v irském hlavním městě Dublinu. Se zhruba 38 000 studenty je největší irskou univerzitou. Vznikla v roce 1854 jako Irská katolická univerzita, jejím prvním rektorem byl John Henry Newman. Znovu se zformovala v roce 1880 a v roce 1908 se stala samostatnou. Zákon o univerzitách z roku 1997 jí dal oficiální název "National University of Ireland, Dublin" a ministerské nařízení z roku 1998 "University College Dublin – National University of Ireland, Dublin". Původně měla univerzita sídlo na St Stephen's Green a Earlsfort Terrace v centru Dublinu, později se všechny fakulty přestěhovaly do kampusu o rozloze 133 hektarů v Belfieldu, šest kilometrů jižně od centra města. V roce 1991 univerzita koupila druhý pozemek v Blackrocku, kde v současné době sídlí Michael Smurfit Graduate Business School. Podle QS World University Rankings 2025 jde o 51. nejkvalitnější vysokou školu v Evropě a druhou nejkvalitnější v Irsku.